# Olaf Schwaier
Olaf Schwaier (* 24. Juli 1956) ist ein deutscher Politiker (Alternative für Deutschland). Seit 2024 ist er Abgeordneter im Hessischen Landtag.

## Leben
Schwaier erwarb 1980 das Advanced Level Degree am Exeter College (UK) und studierte dann von August 1980 bis Juni 1983 Russian Language and Literature, Political Science an der University of Birmingham (UK) mit dem Abschluss Bachelor of Arts (Hons.). Von August 1983 bis Juni 1987 studierte er Slawische Sprachen und Literatur sowie Politische Wissenschaften an der FU Berlin und der Universität zu Köln mit Abschluss Magister Artium.
Von Januar 1990 bis August 1994 arbeitete er als Koordinator CEE Vertrieb und Marketing bei der Burmah Oil Handelsgesellschaft mbH in Hamburg und von September 1994 bis April 1998 als Motorsport Coordinator bei Castrol International in Swindon (UK). Danach war er von Mai 1998 bis Dezember 2010 Geschäftsführer der ZF Sachs Race Engineering GmbH in Schweinfurt und von Januar 2011 bis Dezember 2014 Geschäftsführer der bt Bremsentechnik GmbH, Friedrichsdorf. Zwischen April 2015 und Oktober 2017 war er Direktor Vertrieb und Marketing der Hydrotechnik GmbH in Limburg.

## Politik
Schwaier ist Mitglied der AfD. Er war von April 2018 bis April 2020 Vorsitzender des AfD-Kreisverbands Frankfurt am Main und ist seit Februar 2022 Beisitzer im AfD-Kreisvorstand Offenbach am Main. Von April 2019 bis Dezember 2023 war er Persönlicher Referent des AfD-Landtagsabgeordneten Klaus Gagel.
Bei der Landtagswahl in Hessen 2023 wurde er auf Platz 22 der AfD-Landesliste in den Landtag gewählt, dem er seit dem 18. Januar 2024 angehört. Im Landtag ist er Mitglied im Hauptausschuss, Ausschuss für Wirtschaft, Energie, Verkehr, Wohnen und ländlichen Raum und dem Unterausschuss Justizvollzug.